# Los Cisnes
Los Cisnes es una localidad argentina ubicada en el departamento Juárez Celman de la Provincia de Córdoba, 96 km al ESE del Río Cuarto. Y a 26 km de La Carlota es atravesada por la ruta provincial 280 que copia el trazado del ferrocarril de La Carlota a Río Cuarto, pero su principal vía de comunicación es la ruta provincial A172 que la vincula al norte con la Ruta Nacional 8.

## Historia
En 1883 el gobierno nacional crea las tierras de Chacabuco y Maipú, que estarían completamente ocupadas para 1894. Dicho año Santiago Senn compró 405 hectáreas entre las cuales están las del actual poblado. En 1901 Senn ya había vendido el primer lote de un grupo de 10 hectáreas, por lo que antes de que llegue el tren en 1902 ya había un pequeño caserío en la zona. En 1906 una compañía de tierras vende 12 manzanas para el pueblo de Los Cisnes al Sud.

## Población
Cuenta con 711 habitantes (Indec, 2022), lo que representa un incremento del 20% frente a los 559 habitantes (Indec, 2010) del censo anterior.
| Gráfica de evolución demográfica de Los Cisnes entre 1991 y 2022 |
|                                                                  |
| Fuente: Censos nacionales del INDEC                              |